# Numan Çürüksu
Numan Çürüksu (Trebisonda, 2 dicembre 1984) è un ex calciatore turco, di ruolo difensore.

## Carriera
Ha giocato nella massima serie turca.